# Darevskia portschinskii
Darevskia portschinskii är en ödleart som beskrevs av  Kessler 1878. Darevskia portschinskii ingår i släktet Darevskia och familjen lacertider. IUCN kategoriserar arten globalt som livskraftig. Inga underarter finns listade i Catalogue of Life.